# 道尔顿分压定律

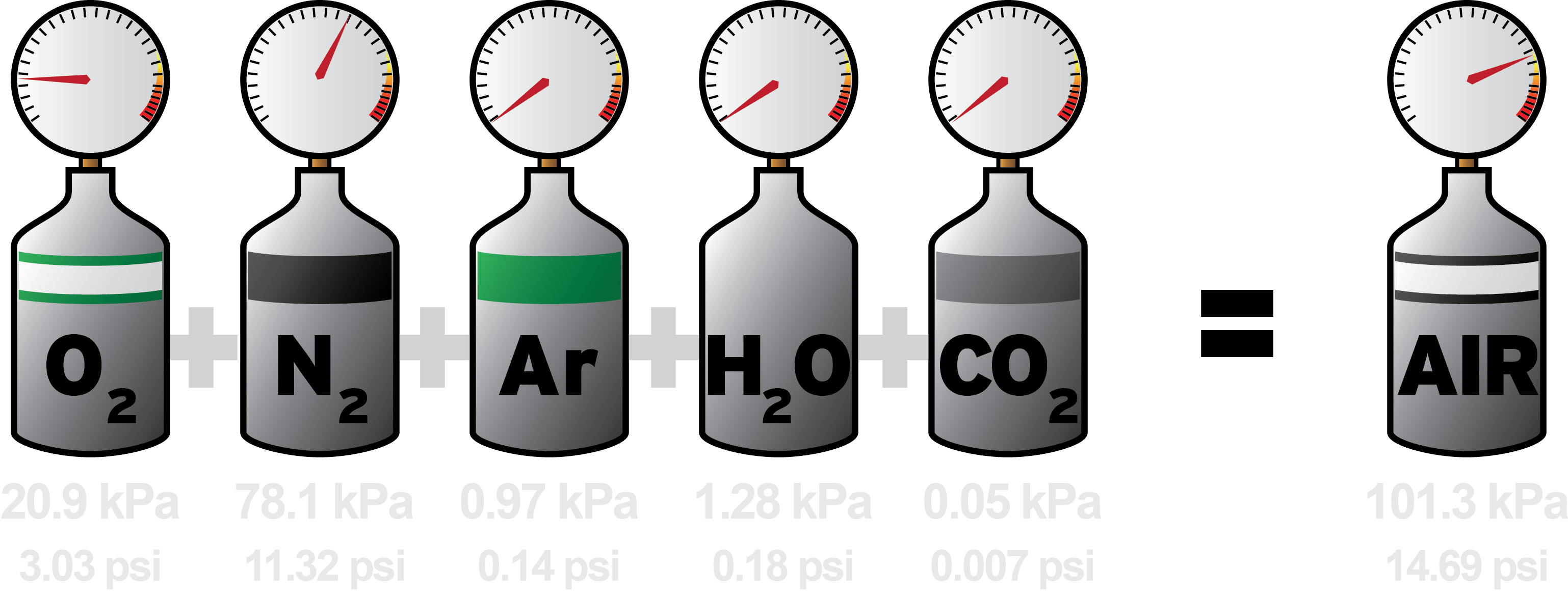
根據道爾頓分壓定律，在海平面的空氣的壓強是其每一種組分的分壓的總和

道尔顿分壓定律（也称道尔顿定律）描述的是理想气体的特性。这一经验定律是在1801年由约翰·道尔顿所观察得到的。其描述如下：
在组分之间不发生化学反应的前提下，理想气体混合物的压強等于各组分的分压之總和。数学描述为：
{\displaystyle P_{total}=p_{1}+p_{2}+\cdots +p_{n}}
其中 {\displaystyle \ p_{1},p_{2},p_{n}} 为每一个组分的分压。
结合波以耳定律和阿伏伽德罗定律，可以推知理想气体各组分的分压之比等于其莫耳组分之比，即
{\displaystyle \ {p_{1} \over m_{1}}={p_{2} \over m_{2}}=\cdots ={p_{n} \over m_{n}}}
其中 {\displaystyle \ m_{1},m_{2},m_{n}} 为每一个组分的莫耳數。
需要注意的是，实际气体并不严格遵从道尔顿分压定律，在高压情况下尤其如此。当压強很高时，分子所占的体积和分子之间的空隙具有可比性；同时，更短的分子间距离使得分子间作用力增强，从而会改变各组分的分压。这两点在道尔顿定律中并没有体现。